# Meniscium oligophyllum
Meniscium oligophyllum là một loài dương xỉ trong họ Thelypteridaceae. Loài này được Ht.Lind., Bak. mô tả khoa học đầu tiên năm 1891.
Danh pháp khoa học của loài này chưa được làm sáng tỏ. 